# Decorospora gaudefroyi
Decorospora gaudefroyi — вид грибів, що належить до монотипового роду  Decorospora.